# Hyosus
Hyosus — вимерлий рід парнопалих, що жив у пліоцені Індії.